# Elinor Glyn
Elinor Glyn, z domu Sutherland (ur. 17 października 1864 w Jersey, zm. 23 września 1943 w Londynie) – brytyjska powieściopisarka, scenarzystka, dziennikarka. Twórczyni pojęcia It-girl.
Siostra Lucy Duff-Gordon.

## Biografia

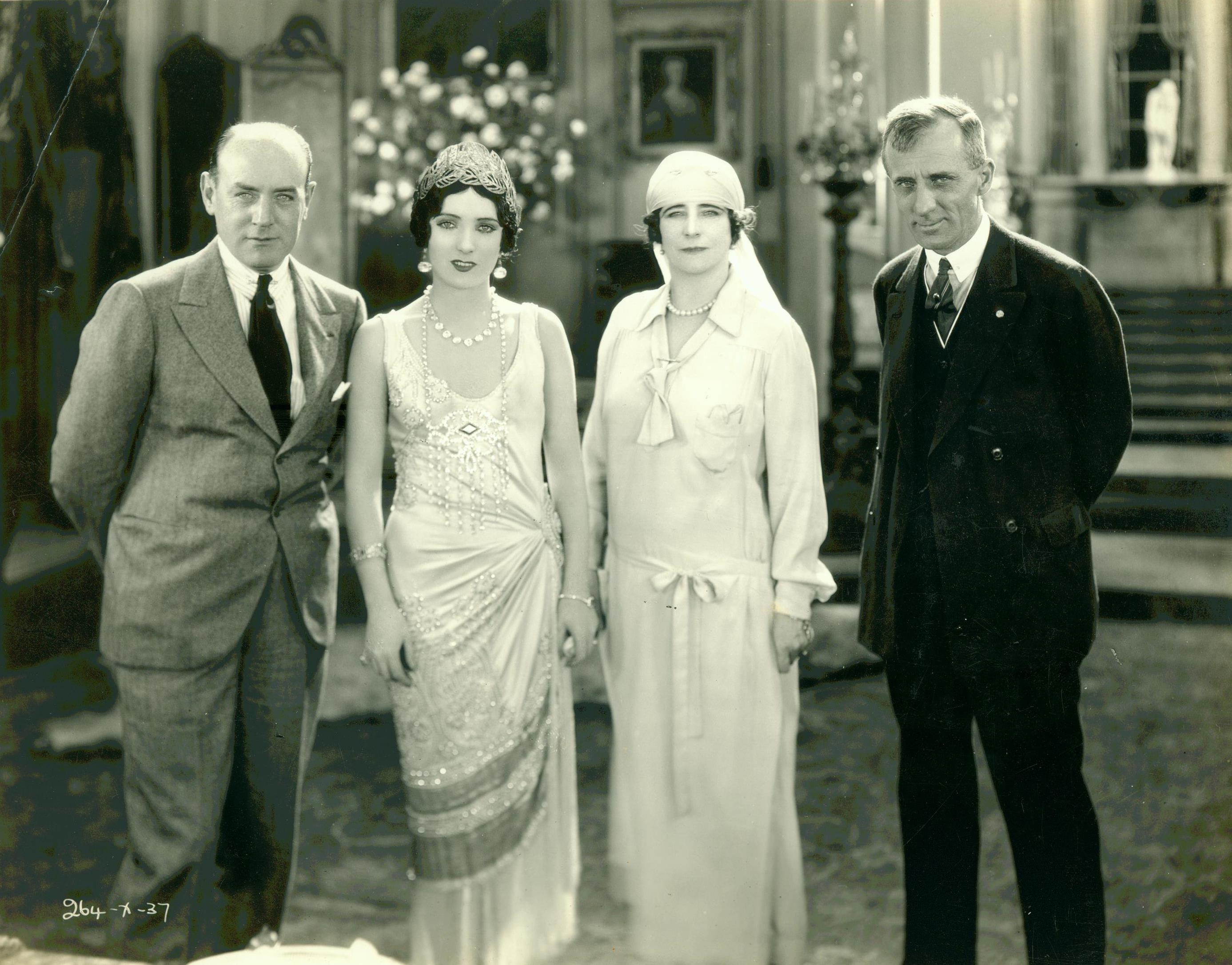
Od lewej John Francis Dillon, Pauline Starke, Elinor Glyn i Smedley Butler

Elinor Sutherland urodziła się 17 października 1864 roku. Po śmierci ojca jej rodzina żyła w ubóstwie, z którego wyprowadziło ją dopiero powtórne małżeństwo jej matki. Elinor nie odebrała systematycznego wykształcenia, jednak od dzieciństwa była zapaloną czytelniczką. Wychowanie w biedzie, urozmaicanej jedynie prezentami od zamożnych krewnych, sprawiło, że Elinor imponowało życie zamożnych ludzi. W 1892 roku poślubiła Claytona Glyna, co podniosło jej status materialny, samo jednak małżeństwo było dla niej rozczarowaniem, głównie z powodu niewierności męża.
Od 1898 roku Glyn rozpoczęła pisanie tekstów o modzie do czasopisma Scottish Life. Następnie w 1900 roku opublikowała powieść epistolarną The Visits of Elizabeth, którą choć krytycy uznali za skandaliczną to okazała się sukcesem. Rozgłos przyniosła jej powieść z 1907 roku pt. Trzy tygodnie, która opowiada o tajemniczej kobiecie uwodzącej młodszego mężczyznę. Książka stała się bestsellerem (na świecie sprzedano ponad dwa miliony egzemplarzy) i skandalem, gdyż w historii to kobieta była aktywną uwodzicielką i to po jej stronie znajdowała się inicjatywa w tym romansie. Sławę zyskał też fragment opisujący scenę erotyczną rozgrywającą się na tygrysiej skórze. Po publikacji książki Glyn udała się w podróż promocyjną do Stanów Zjednoczonych, która później zainspirowała ją do napisania książki Elizabeth Visits America, czyli sequelu The Visits of Elizabeth.
W czasie I wojny światowej była korespondentką wojenną. Była również jedną z dwóch kobiet-dziennikarek obecnych podczas podpisania traktatu wersalskiego. Po 1916 roku Glyn zaczęła mieć problemy finansowe, które pogłębiła śmierć jej męża.
W 1920 roku Glyn została zaproszona do Hollywood przez wytwórnię Famous Players-Lasky, która zaoferowała jej stawkę 10 tys. dolarów za scenariusz. W Hollywood przedstawiała się jako Madame Glyn. Była scenarzystką m.in. The Great Moment (1921, reż. Sam Wood) czy Beyond the Rocks (1922, reż. Sam Wood).
W 1922 roku przeszła do wytwórni Metro-Goldwyn-Mayer. Wśród scenariuszy, które napisała był m.in. scenariusz do adaptacji Trzech tygodni, przy którym pracowała także jako konsultantka. W 1927 roku napisała scenariusz do filmu It, na podstawie opowiadania jej autorstwa, publikowanego w Cosmopolitan (w filmie zagrała Clara Bow). Opowiadanie i film popularyzują koncept tego (ang. It), czyli szczególnej, pociągającej, magnetycznej właściwości niektórych osób. It spopularyzowało się w tamtym czasie jako określenie na seksapil. Glyn zaczęła publikować artykuły w prasie, na temat miłości i tego, w jaki sposób wykorzystywać it.
W 1929 roku opuściła Stany Zjednoczone, głównie z powodu znacznych zaległości podatkowych. W Wielkiej Brytanii, w której nie była tak ceniona jak w Ameryce, próbowała zaistnieć jako producentka filmowa. Założyła firmę Elinor Glyn Productions Ltd. i sprowadziła z USA Charlesa Roshera (operatora) i Edwarda Knoblocka (scenarzystę). Wyprodukowała Knowing Men i The Price of Things. Choć Glyn była przekonana, że jej doświadczenie z Hollywood przekuje się w sukces na rynku brytyjskim to oba filmy okazały się klapą. Knowing Men był filmem tak źle przyjętym, że Knoblock próbował zatrzymać jego dystrybucję, obawiając się, że zaszkodzi on jego reputacji. Glyn porzuciła karierę w przemyśle filmowym i zajęła się pisaniem do prasy oraz powieściopisarstwem. W 1936 roku opublikowała swoją autobiografię Romantic Adventure.
Zmarła w 1943 roku w Londynie.

## Wybrana twórczość

### Scenariusze
- The Great Moment (1921)
- Beyond the Rocks (1922)
- The World’s Stage (1922)
- Trzy tygodnie (1924)
- How to Educate a Wife (1924)
- Miraże szczęścia (1924)
- Man and Maid (1925)
- The Only Thing (1925)
- Soul Mates (1925)
- Love’s Blindness (1926)
- Ritzy (1926)
- It (1927)
- Mad Man and the Moment (1929)
- Such Man are Dangerous (1930)
- Knowing Man (1930)[5]

### Powieści
- The Visits of Elizabeth (1900)
- Three weeks (1907)
- Elizabeth Visits America (1909)
- His Hours (1910)
- The Career of Katherine Bush (1916)
- Third Eye (1940)[4][1]